# 김창수 (1922년)
김창수(金昌洙, 1922년 11월 1일 ~ 2015년 3월 30일)는 대한민국의 법조인 출신 정치인이다. 제5대 민의원을 지냈다. 경기도 여주 출신이다.

## 약력
- 경기도 상업학교 졸업
- 보통문관시험 합격
- 제2회 변호사 시험 합격
- 대한민국 육군 법무장교 소령 출신

## 역대 선거 결과
|  | 30.80% |

|  | 20.84% |